# Championnats du monde de gymnastique artistique 1958
Navigation
Édition précédente Édition suivante
Les 14e championnats du monde de gymnastique artistique ont eu lieu à Moscou du 6 au 10 juin 1958.

## Résultats hommes

### Concours par équipes
| 1st | USSR Albert Azaryan, Valentin Lipatov, Valentin Muratov, Boris Shakhlin, Pavel Stolbov, Yuri Titov       | 575.450 |
| 2d  | Japon Nobuyuki Aihara, Akira Kono, Takashi Ono, Masao Takemoto, Katsumi Terai, Shinsaku Tsukawaki        | 572.600 |
| 3rd | Tchécoslovaquie Jaroslav Bim, Ferdinand Danis, Pavel Gajdos, Jindrich Mikulec, Josef Skvor, Karel Klecka | 549.300 |

### Concours général individuel
| 1st | Boris Shakhlin (URS) | 116.050 |
| 2d  | Takashi Ono (JPN)    | 115.600 |
| 3rd | Yuri Titov (URS)     | 115.450 |

### Finales par engins

#### Sol
| 1st | Masao Takemoto (JPN) | 19.550 |
| 2d  | Takashi Ono (JPN)    | 19.500 |
| 3rd | Yuri Titov (URS)     | 19.400 |

#### Cheval d'arçon
| 1st | Boris Shakhlin (URS) | 19.550 |
| 2d  | Pavel Stolbov (URS)  | 19.375 |
| 3rd | Miroslav Cerar (YUG) | 19.350 |

#### Anneaux
| 1st | Albert Azaryan (URS)  | 19.875 |
| 2d  | Aihara Nobuyuki (JPN) | 19.475 |
| 3rd | Yuri Titov (URS)      | 19.455 |

#### Saut
| 1st | Yuri Titov (URS)     | 19.350 |
| 2d  | Masao Takemoto (JPN) | 19.150 |
| 3rd | Takashi Ono (JPN)    | 19.125 |

#### Barres parallèles
| 1st | Boris Shakhlin (URS) | 19.650 |
| 2d  | Takashi Ono (JPN)    | 19.500 |
| 3rd | Pavel Stolbov (URS)  | 19.425 |

#### Barre fixe
| 1st | Boris Shakhlin (URS) | 19.575 |
| 2d  | Albert Azaryan (URS) | 19.350 |
| 3rd | Masao Takemoto (JPN) | 19.300 |
| 3rd | Yuri Titov (URS)     | 19.300 |

## Résultats femmes

### Concours par équipe
| 1st | USSR            | Polina Astakhova             | 381.620 |
| 1st | USSR            | Raisa Borisova               | 381.620 |
| 1st | USSR            | Lidia Kalinina               | 381.620 |
| 1st | USSR            | Larissa Latynina             | 381.620 |
| 1st | USSR            | Tamara Manina                | 381.620 |
| 1st | USSR            | Sofia Muratova               | 381.620 |
| 2nd | Tchécoslovaquie | Eva Bosáková                 | 371.855 |
| 2nd | Tchécoslovaquie | Věra Čáslavská               | 371.855 |
| 2nd | Tchécoslovaquie | Anna Marejková               | 371.855 |
| 2nd | Tchécoslovaquie | Matylda Matoušková           | 371.855 |
| 2nd | Tchécoslovaquie | Ludmila Švédová              | 371.855 |
| 2nd | Tchécoslovaquie | Adolfina Tačová              | 371.855 |
| 3rd | Roumanie        | Elena Dobrovolschi-Niculescu | 367.020 |
| 3rd | Roumanie        | Atanasia Ionescu             | 367.020 |
| 3rd | Roumanie        | Sonia Iovan                  | 367.020 |
| 3rd | Roumanie        | Emilia Lita                  | 367.020 |
| 3rd | Roumanie        | Ileana Petrosanu             | 367.020 |
| 3rd | Roumanie        | Elena Leuşteanu              | 367.020 |

### Concours général individuel
| 1st | Larissa Latynina (URS) | 77.464 |
| 2d  | Eva Bosáková (TCH)     | 76.332 |
| 3rd | Tamara Manina (URS)    | 76.167 |

### Finales par engins

#### Saut
| 1st | Larissa Latynina (URS) | 19.233 |
| 2d  | Sofia Muratova (URS)   | 19.100 |
| 2d  | Lidia Kalinina (URS)   | 19.100 |
| 2d  | Tamara Manina (URS)    | 19.100 |

#### Barres asymétriques
| 1st | Larissa Latynina (URS) | 19.499 |
| 2d  | Eva Bosáková (TCH)     | 19.300 |
| 3rd | Polina Astakhova (URS) | 19.199 |

#### Poutre
| 1st | Larissa Latynina (URS) | 19.399 |
| 2d  | Sofia Muratova (URS)   | 19.099 |
| 3rd | Keiko Tanaka (JPN)     | 19.066 |

#### Sol
| 1st | Eva Bosáková (TCH)     | 19.400 |
| 2d  | Larissa Latynina (URS) | 19.333 |
| 3rd | Keiko Tanaka (JPN)     | 19.199 |

## Tableau des médailles
| Rang | Nation          | Or | Argent | Bronze | Total |
| ---- | --------------- | -- | ------ | ------ | ----- |
| 1    | USSR            | 12 | 7      | 7      | 26    |
| 2    | Japon           | 1  | 6      | 4      | 11    |
| 3    | Tchécoslovaquie | 1  | 3      | 1      | 5     |
| 4=   | Yougoslavie     | 0  | 0      | 1      | 1     |
| 4=   | Roumanie        | 0  | 0      | 1      | 1     |